# إف. توماس فاريل
إف. توماس فاريل (بالإنجليزية: F. Thomas Farrell)‏ هو رياضياتي أمريكي، ولد في 14 نوفمبر 1941 في أوهايو في الولايات المتحدة.